# 聖羅曼省
聖羅曼省（西班牙語：Provincia de San Román），是秘魯的省份，位於該國東南部普諾大區，首府是胡利亞卡，始建於1926年9月6日，海拔高度3,824米，面積2,277平方公里，2007年人口249,776，人口密度每平方公里109.66人。